# Topolnitsa (distrikt)
Topolnitsa (bulgariska: Тополница) är ett distrikt i Bulgarien.   Det ligger i kommunen Obsjtina Petritj och regionen Blagoevgrad, i den sydvästra delen av landet, 140 km söder om huvudstaden Sofia.
Trakten runt Topolnitsa består till största delen av jordbruksmark. Runt Topolnitsa är det glesbefolkat, med 15 invånare per kvadratkilometer.